# Nokia 3230
Nokia 3230 – telefon komórkowy wyprodukowany przez firmę Nokia. Aparat posiada funkcje EDGE GPRS, MMS, Java, dzwonki polifoniczne oraz aparat fotograficzny. Ma także odtwarzacz MP3, system głośnomówiący, radio, dyktafon oraz slot kart pamięci. Telefon jest też wyposażony w system operacyjny Symbian. Akumulator typu Li-Ion ma pojemność 760 mAh. 

## Podstawowe parametry
- Aparat fotograficzny: 1,3 MPix
- Bateria: litowa 760 mAh (model: BL-5B)
- Czas czuwania (2G): 150 godzin
- Czas rozmów (2G): 240 minut
- Karta pamięci: RS MMC
- Książka adresowa: bez ograniczeń
- Multimedia - obsługiwane formaty: 3GPP, MP3, MP4
- Procesor: jednordzeniowy, TI OMAP 1510, 123 MHz
- System operacyjny: Symbian 7.0 S60 2nd
- Wyświetlacz: TFT, 65 ty.s kolorów, 176 x 208 pikseli, 2,1 cala

Źródło

## Funkcje dodatkowe
- edytor zdjęć
- java 2.0
- minutnik
- push to talk
- smart messaging
- słownik T9
- stoper
- WAP 2.0
- wybieranie głosowe

Źródło